# 1999 AD
1999 AD är en asteroid i huvudbältet som upptäcktes den 5 januari 1999 av den kroatiska astronomen Korado Korlević vid Višnjan-observatoriet.
Asteroiden har en diameter på ungefär 3 kilometer.